# Championnat du Maroc de basket-ball 2008-2009
La saison 2008-2009 du Championnat du Maroc voit l'Ittihad Tanger remporter le titre de champion. 

## Les clubs de l'édition 2008-2009
| Club                | Salle               | Capacité |
| ------------------- | ------------------- | -------- |
| Raja Club Athletic  | Salle Mohamed V     | 12 000   |
| FUS de Rabat        | Salle Ibn Yassine   | 5 000    |
| Maghreb de Fès      | Salle 11 janvier    | 4 000    |
| KAC de Kénitra      | Salle Al Wahda      | 2 500    |
| Ittihad Nador       | Salle de Nador      | 2 500    |
| AS Salé             | Salle El Bouâzzaoui | 2 000    |
| Ittihad Tanger      | Salle Badr          | 1 500    |
| Cercle Casablanca   | Salle du CMC        | 1 000    |
| Wydad de Casablanca | Salle du WAC        | 1 000    |
| Amal Essaouira      | Salle Mogador       | 1 000    |